# Wykrot
Wykrot (prononcé : [ˈvɨkrɔt]) est un village polonais de la gmina de Myszyniec dans la powiat d'Ostrołęka de la voïvodie de Mazovie dans le centre-est de la Pologne.
Il se situe à environ 6 kilomètres à l'est de Myszyniec (siège de la gmina), 35 kilomètres au nord d'Ostrołęka (siège de la powiat) et à 131 kilomètres au nord de Varsovie (capitale de la Pologne).

## Histoire
De 1975 à 1998, le village appartenait administrativement à la voïvodie d'Ostrołęka.